# Reduto de São Joaquim de Fernando de Noronha
O Reduto de São Joaquim, também referido como Fortim de São Joaquim ou Reduto do Sueste, localiza-se na ilha de Fernando de Noronha, no arquipélago de mesmo nome, no estado de Pernambuco, no Brasil.
Em posição dominante na baía do Sueste, integrava a defesa do setor sueste da ilha.

## História
Este reduto, erguido a partir de 1739, apresentava planta no formato de um polígono quadrangular regular, com três baterias, acessado por um pequeno revelim (GARRIDO, 1940:58). Foi guarnecido por um Sargento e treze praças, e artilhado com oito peças de ferro (BARRETTO, 1958:129).
Encontra-se indicado no mapa inglês da ilha de Fernando de Noronha (Londres, 1793. apud SECCHIN, 1991:10-11), com o simples nome de Forte, não sobre a ponta Sul como comumente indicado, mas sim sobre a praia, próximo à foz de um riacho, indicado como bom para aguada.
À época do Segundo Reinado (1840-1889), foi reparado em 1846 (BARRETTO, 1958:123).
GARRIDO (1940), dá-o como abandonado, restando apenas vestígios à época (1940) (op. cit., p. 58).